# The 3DO Company
The 3DO Company (раніше називалася THDO на фондовій біржі NASDAQ), також відома як 3DO, була розробником гральних консолей і стороннім розробником ігор. Компанію було засновано у 1991 році під назвою SMSG, Inc. співзасновником компанії Electronic Arts Тріпом Хокінсом спільно з сімома іншими компаніями, до складу яких входили LG, Matsushita, AT&T, MCA Inc., Time Warner і Electronic Arts.

## Історія

### Розробки консолей
Одразу після заснування компанії першочерговим її завданням було створення ігрових відеосистем нового покоління, що працювали б із CD, і які могли б вироблятися різними партнерами та під різними ліцензіями; у 3DO передбачалися відрахування як за кожну продану консоль, так і за кожну випущену гру. З точки зору видавців ігор, невеликі відрахування до $3 за гру були більш вигідними, ніж високі відрахування компаній Nintendo і Sega за створення ігор для їх консолей. Запуск платформи у жовтні 1993 року було широко прорекламовано з великою увагою преси та інших ЗМІ як частину «мультимедійної хвилі» у тогочасній комп'ютерній промисловості.
Консолі 3DO продавалися за ціною $699, але обіцяні «давні фанати» не демонстрували потяги скуповувати ігри у великих кількостях. Низький рівень продажів консолей і наступних виданих ігор призвели до низького рівня виплат відрахувань, виявивши тим самим фатальну помилку політики компанії. У жовтні 1995 The 3DO Company продає свою консоль нового покоління під назвою M2 компанії Matsushita та змінює свою сферу діяльності на галузь розробки відеоігор для гральних консолей інших фірм, а також для IBM PC-сумісних комп'ютерів.

### Сторонні розробки
Після закриття проекту, пов'язаного з консолями, компанія купує Cyclone Studios, Archetype Interactive і New World Computing. Найбільшу популярність компанії принесла серія ігор Army Men, що розповідає про іграшкових зелених пластмасових солдатиків, інтерес до яких було знову підігріто непов'язаним з ними фільмом Історія іграшок. Її серія Might and Magic та особливо Heroes of Might and Magic, створені дочірньою фірмою New World Computing, можливо, були найпопулярнішими серед їхніх ігор на момент випуску. Наприкінці 1990-х компанія видала одну з перших тривимірних MMORPG: Meridian 59, яка дожила до сьогодення завдяки внескам деяких початкових розробників гри.
Не враховуючи серію High Heat Baseball, яку очікував досить теплий прийом, більшість ігор компанії були жорстко розкритиковані та погано продавалися, оскільки покупці уникали купувати продовження тих ігор, які розчарували їх раніше.
Після декількох років боротьби компанія визнала своє банкрутство у травні 2003 року на підставі Глави 11 Кодексу США про банкрутство. Працівників було звільнено без вихідної допомоги, а ігрові бренди, що належать компанії, та іншу інтелектуальну власність було розпродано конкурентам, таким як Microsoft, Namco, Crave і Ubisoft. Крім того, засновник компанії Тріп Хокінс заплатив $405000 за права на деякі її старі бренди і «Патентне портфоліо в Інтернеті». Пізніше Тріп заснував компанію Digital Chocolate, що спеціалізувалася на розробці відеоігор для мобільних платформ. У квітні 2020 року Ziggurat Interactive викупила права на понад 30 відеоігор компанії у Prism Entertainment, зокрема права на такі відеоігрові франшизи, як Captain Quazar, Killing Time та Avenging Angel.

## Розроблені відеоігри

### Скасовані
- Army Men: Arcade Blasts
- Army Men: Platoon Command
- The Four Horsemen of the Apocalypse[en]

### Поширені (тільки США)
- Pinball Builder: A Construction Kit for Windows
- Pinball Gold Pack